# Układ zasilania
Układ zasilania jest zespołem urządzeń zapewniających wytworzenie i dostarczanie odpowiedniej ilości i wymaganej jakości mieszanki paliwowo-powietrznej. Budowa tego układu zależy od typu silnika. W silnikach o zapłonie iskrowym stosowane są dwa rodzaje układu zasilania: gaźnikowy (przechodzący do historii) i wtryskowy (obecnie powszechnie stosowany). Natomiast w silnikach wysokoprężnych stosuje się wyłącznie wtryskowy układ zasilania, w którym wtryskiwacz wtryskuje paliwo do komory wstępnej, komory wirowej bądź bezpośrednio do cylindra pod ciśnieniem 10 - 20 MPa (w najnowszych układach ponad 100MPa).